# Vladimir, Ulcinj
Vladimir este un sat din comuna Ulcinj, Muntenegru. Conform datelor de la recensământul din 2003, localitatea are 802 locuitori (la recensământul din 1991 erau 1019 locuitori).

## Demografie
În satul Vladimir locuiesc 593 de persoane adulte, iar vârsta medie a populației este de 36,5 de ani (36,2 la bărbați și 36,7 la femei). În localitate sunt 190 de gospodării, iar numărul mediu de membri în gospodărie este de 4,22.
|  |

| Demografie | Demografie | Demografie |
| An         | Locuitori  | Locuitori  |
| ---------- | ---------- | ---------- |
|            |            |            |
|            |            |            |
|            |            |            |
|            |            |            |
| 1948       | 459        |            |
| 1953       | 528        |            |
| 1961       | 657        |            |
| 1971       | 774        |            |
| 1981       | 971        |            |
| 1991       | 1019       | 868        |
| 2003       | 1222       | 802        |

| \| Componența etnică conform recensământului din 2003[2] \| Componența etnică conform recensământului din 2003[2] \| Componența etnică conform recensământului din 2003[2] \| Componența etnică conform recensământului din 2003[2] \| Componența etnică conform recensământului din 2003[2] \| \| ----------------------------------------------------- \| ----------------------------------------------------- \| ----------------------------------------------------- \| ----------------------------------------------------- \| ----------------------------------------------------- \| \| \| \| \| \| \| \| Albanezi \| Albanezi \| \| 797 \| 99,37% \| \| necunoscută \| necunoscută \| \| 5 \| 0,62% \| |             |  |     |        |
| Componența etnică conform recensământului din 2003 |             |  |     |        |
| |             |  |     |        |
| Albanezi | Albanezi    |  | 797 | 99,37% |
| necunoscută | necunoscută |  | 5   | 0,62%  |